# 은선리토성
은선리토성(隱仙里土城)은 대한민국 전북특별자치도 정읍시 영원면 은선리 탑림마을의 서북쪽에 있는 산성이다. 1981년 4월 1일 전북특별자치도의 기념물 제56호로 지정되었다.

## 개요
전라북도 정읍시 영원면 은선리 탑림마을의 서북쪽에 있는 산성으로, 높고 평탄한 대지 위에 높이 약 4∼5m 정도로 흙을 쌓아 올렸다.
성의 크기는 남북의 길이 280m, 동서폭 최대 160m, 둘레 875m이다. 서쪽 중앙에 물이 흘러 나가는 구멍인 수구가 있으며, 동·서·남·북쪽에 문터가 남아있다. 성 안에서 삼국시대 토기와 기와 조각 등 유물이 출토되고 있어 백제 토성터로 보인다.

## 참고 자료
- 은선리토성 - 국가유산청 국가유산포털